# Dichromodes compsotis
Dichromodes compsotis är en fjärilsart som beskrevs av Edward Meyrick 1890. Dichromodes compsotis ingår i släktet Dichromodes och familjen mätare. Inga underarter finns listade i Catalogue of Life.